# День журналіста
День журналі́ста (6 червня) — щорічне професійне свято працівників засобів масової інформації в Україні.

## Історія
Свято встановлено 25 травня 1994 року Указом Президента України Леоніда Кравчука на підтримку ініціативи делегатів I Всеукраїнського з'їзду редакторів газет і журналів.
За дату святкування визначено 6 червня — день прийняття 6 червня 1992 року Спілки журналістів України до Міжнародної федерації журналістів.

## Інші дні журналістів
Крім Дня журналіста, журналісти в Україні відмічають також:
- День військового журналіста України (16 лютого)
- Всесвітній день свободи преси (3 травня)
- Міжнародний день солідарності журналістів (8 вересня)
- День пам'яті українських журналістів (відзначається з 2007-го щороку в третю п'ятницю вересня й приурочений до дня зникнення журналіста Георгія Ґонґадзе — 16 вересня)
- День україномовної преси (12 листопада)
- День працівників радіо, телебачення та зв'язку (16 листопада)
- Міжнародний день припинення безкарності за злочини проти журналістів (2 листопада)
- Міжнародний день спортивного журналіста (2 липня)

## Привітання
- Привітання з днем журналіста// ТСН, 6 червня 2022 року, автор - Тетяна Малежик, Процитовано 2 червня 2023 року